# Grand Prix Formule 1 van Japan 1976
De Grand Prix Formule 1 van Japan 1976 werd gehouden op 24 oktober 1976 in Fuji.

## Verslag

### Kwalificatie
Mario Andretti pakte de pole-position, voor de titelkandidaten James Hunt en Niki Lauda. Achter hen stonden John Watson, Jody Scheckter, Carlos Pace, Clay Regazzoni en Vittorio Brambilla. De top-10 werd volgemaakt door Ronnie Peterson en Masahiro Hasemi.

### Race
Het weer was erg slecht voor de race en er waren verschillende discussies of de race al dan niet gestart moest worden. Uiteindelijk besloten de organisatoren dat de race moest doorgaan, gesteund door de meeste rijders. Lauda was echter niet zo gelukkig met deze beslissing. Bij de start nam Hunt de leiding, voor Watson en Andretti. Lauda had zijn vorm na zijn crash in de Grand Prix van Duitsland nog niet helemaal gevonden en verzeilde in het midden van het veld. In de tweede ronde ging hij dan ook in de pits en gaf op. De baan was te gevaarlijk om te racen. Ook Pace en Emerson Fittipaldi volgden zijn voorbeeld.
Hunt bleef aan de leiding rijden, terwijl de situatie achter hem erg wisselend was: Andretti ging verschillende keren voorbij Brambilla. De Italiaan probeerde in de 22ste ronde zelfs de leiding te nemen maar spinde van de baan. Jochen Mass klom naar een tweede plaats, hierdoor reden de McLarens op de eerste en tweede plaats. Dit was echter maar van korte duur want hij ging in de 36ste ronde van de baan, waardoor Patrick Depailler tweede werd voor Andretti.
Het leek een gemakkelijke overwinning te worden voor Hunt, maar toen de baan begon op te drogen, verloor hij een aantal plaatsen. Hij moest echter slechts vierde worden, doordat Lauda opgegeven had. In de 62ste ronde viel hij terug achter Depailler en Andretti, maar twee ronden later begon Depaillers linkerachterband leeg te lopen, waardoor hij in de pits moest gaan. Andretti nam hierdoor de leiding, maar op dat moment had ook Hunt een gelijkaardig probleem met zijn banden. Hij moest in de pits gaan en viel hierdoor terug naar de vijfde plaats en moest achtervolgen op Depailler, Alan Jones en Regazzoni. Depailler ging voorbij beide rijders in de 70ste ronde en de volgende ronde deed Hunt hetzelfde. Hunt pakte de derde plaats en het wereldkampioenschap, hoewel hij dacht dat hij het verloren had. Ferrari won ondanks de opgave van Lauda wel nog het constructeurskampioenschap.

## Uitslag
| Positie | Nummer | Rijder             | Team               | Ronden | Tijd/Opgave         | Startplaats | Punten |
| ------- | ------ | ------------------ | ------------------ | ------ | ------------------- | ----------- | ------ |
| 1       | 5      | Mario Andretti     | Lotus-Ford         | 73     | 1:43:58.86          | 1           | 9      |
| 2       | 4      | Patrick Depailler  | Tyrrell-Ford       | 72     | + 1 Ronde           | 13          | 6      |
| 3       | 11     | James Hunt         | McLaren-Ford       | 72     | + 1 Ronde           | 2           | 4      |
| 4       | 19     | Alan Jones         | Surtees-Ford       | 72     | + 1 Ronde           | 20          | 3      |
| 5       | 2      | Clay Regazzoni     | Ferrari            | 72     | + 1 Ronde           | 7           | 2'     |
| 6       | 6      | Gunnar Nilsson     | Lotus-Ford         | 72     | + 1 Ronde           | 16          | 1      |
| 7       | 26     | Jacques Laffite    | Ligier-Matra       | 72     | + 1 Ronde           | 11          |        |
| 8       | 24     | Harald Ertl        | Hesketh-Ford       | 72     | + 1 Ronde           | 22          |        |
| 9       | 18     | Noritake Takahara  | Surtees-Ford       | 70     | + 3 Ronden          | 24          |        |
| 10      | 17     | Jean-Pierre Jarier | Shadow-Ford        | 69     | + 4 Ronden          | 15          |        |
| 11      | 51     | Masahiro Hasemi    | Kojima-Ford        | 66     | + 7 Ronden          | 10          |        |
| NF      | 3      | Jody Scheckter     | Tyrrell-Ford       | 58     | Oververhitting      | 5           |        |
| NF      | 21     | Hans Binder        | Wolf-Ford          | 49     | Wiel                | 25          |        |
| NF      | 16     | Tom Pryce          | Shadow-Ford        | 46     | Energie             | 14          |        |
| NF      | 9      | Vittorio Brambilla | March-Ford         | 38     | Elektrisch probleem | 8           |        |
| NF      | 34     | Hans Joachim Stuck | March-Ford         | 37     | Elektrisch probleem | 18          |        |
| NF      | 12     | Jochen Mass        | McLaren-Ford       | 35     | Ongeluk             | 12          |        |
| NF      | 28     | John Watson        | Penske-Ford        | 33     | Motor               | 4           |        |
| NF      | 52     | Kazuyoshi Hoshino  | Tyrrell-Ford       | 27     | Band                | 21          |        |
| NF      | 20     | Arturo Merzario    | Wolf-Ford          | 23     | Versnellingsbak     | 19          |        |
| NF      | 30     | Emerson Fittipaldi | Fittipaldi-Ford    | 9      | Teruggetrokken      | 23          |        |
| NF      | 8      | Carlos Pace        | Brabham-Alfa Romeo | 7      | Teruggetrokken      | 6           |        |
| NF      | 1      | Niki Lauda         | Ferrari            | 2      | Teruggetrokken      | 3           |        |
| NF      | 7      | Larry Perkins      | Brabham-Alfa Romeo | 1      | Teruggetrokken      | 17          |        |
| NF      | 10     | Ronnie Peterson    | March-Ford         | 0      | Motor               | 9           |        |
| NQ      | 54     | Tony Trimmer       | Maki-Ford          |        |                     |             |        |

## Statistieken
| Pole-position | Mario Andretti  | Lotus-Ford   | 1:12.77 |
| Snelste ronde | Jacques Laffite | Ligier-Matra | 1:19.97 |

## Noot
- Dit was het debuut van de Japanse coureurs Masahiro Hasemi, Kazuyoshi Hoshino, Noritake Takahara en Masami Kuwashima. Het was tevens de eerste Grand Prix-start voor een Japanse coureur.
- Dit was de tweede pole position voor Mario Andretti en de eerste sinds de Grand Prix van de Verenigde Staten van 1968 - 108 races ervoor. Hiermee vestigde Andretti het nieuwe record voor de grootste tijdspanne tussen twee pole positions door het oude record van Jack Brabham te verbreken, die  43 races geen pole position had behaald - tussen de Grand Prix van de Verenigde Staten van 1961 en de Grand Prix van Groot-Brittannië van 1966.
- Eerste snelste ronde voor Jacques Laffite.
- Eerste rondes als raceleider voor Patrick Depailler.
- Vijfde podiumplaats voor Mario Andretti.
- Tweede Grand Prix-winst voor Mario Andretti en de eerste sinds de Grand Prix van Spanje van 1971 - 82 races ervóór. Hiermee vestigde Andretti nogmaals een record voor de grootste tijdspanne tussen twee overwinningen in door het oude record van Bruce McLaren te verbreken, die 64 races geen overwinning had weten te behalen - tussen de Grand Prix van Monaco van 1962 en de Grand Prix van België van 1968.
- Eerste (en enige) wereldtitel voor James Hunt en de tiende wereldtitel voor een Britse coureur. Hunt was de vijftiende coureur die wereldkampioen werd.

1976 · 1977 · 1987 · 1988 · 1989 · 1990 · 1991 · 1992 · 1993 · 1994 · 1995 · 1996 · 1997 · 1998 · 1999 · 2000 · 2001 · 2002 · 2003 · 2004 · 2005 · 2006 · 2007 · 2008 · 2009 · 2010 · 2011 · 2012 · 2013 · 2014 · 2015 · 2016 · 2017 · 2018 · 2019 · 2022 · 2023 · 2024 · 2025